# Bulmeurt (slægt)
Bulmeurt (Hyoscyamus) er en slægt med ca. 20 arter, der er udbredt Makaronesien, Nordafrika, Indien og Kina samt i Europa. Det er enårige, toårige eller flerårige, urteagtige planter med nedliggende eller opstigende vækst. Ofte er de beklædt med filtagtige hår eller kirtler, men helt glatte arter findes også. Bladene er spredtstillede, ægformede til elliptiske og lappede eller tandede langs randen. Enkelte arter har snitdelte blade. Ofte dannes der først en roset, men almindeligvis vokser der bladbærende stængler frem derfra. Blomsterne er 5-tallige og regelmæssige med sammenvoksede kronblade. Frugterne er bær med mange frø.
| Beskrevne arter |

- Hvid bulmeurt (Hyoscyamus albus)
- Gul bulmeurt (Hyoscyamus aureus)
- Bulmeurt (Hyoscyamus niger)

| Andre arter |

- Hyoscyamus muticus
- Hyoscyamus pusillus
- Hyoscyamus reticulatus

## Ekstern henvisning
- En gammel, giftig sag